# Josef Horák (pilot)

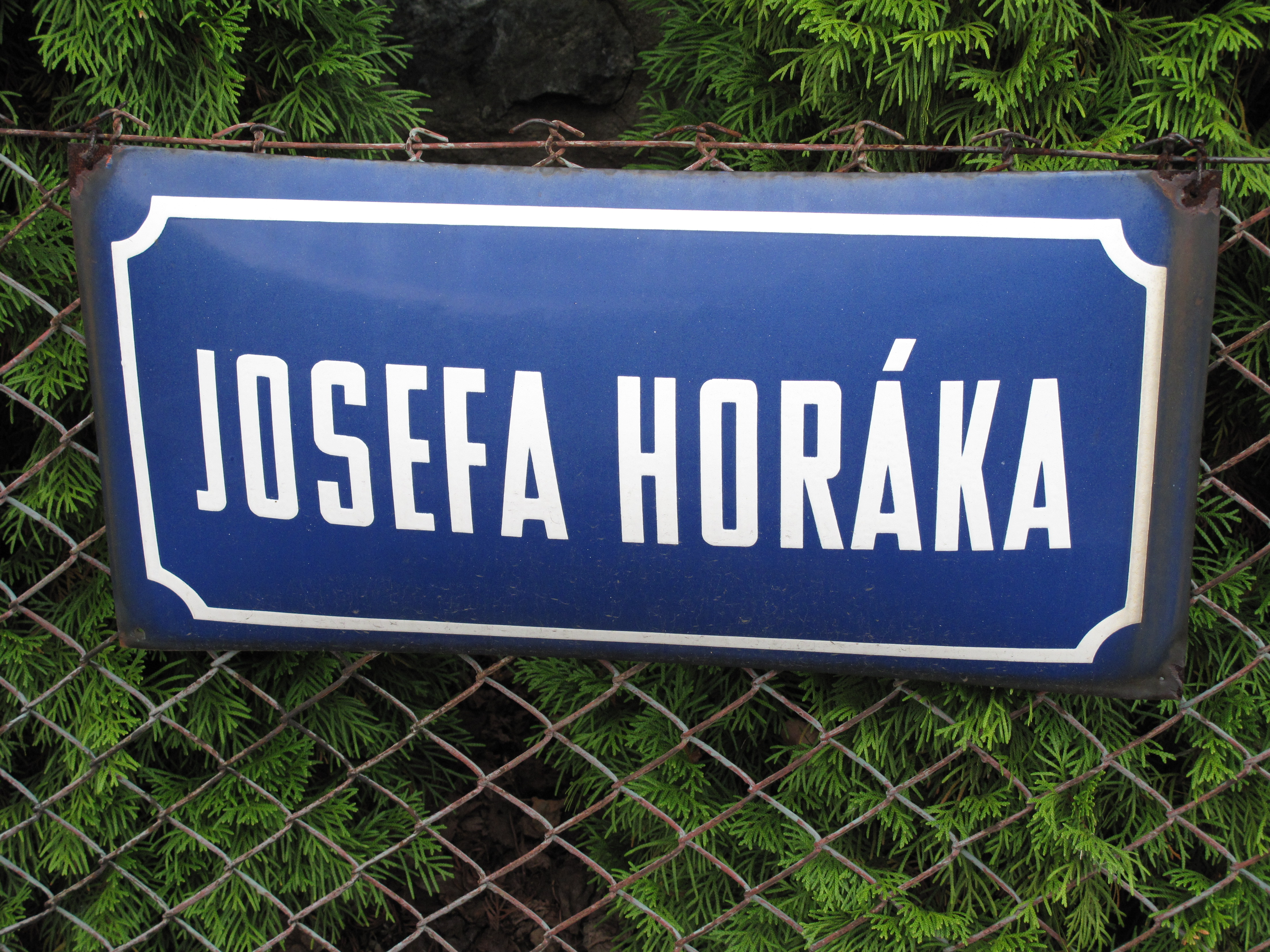
Cedule ulice Josefa Horáka v Lidicích

Josef Horák (24. června 1915, Hřebeč – 18. ledna 1949) byl československý nadporučík letectva, příslušník 311. československé bombardovací perutě RAF.

## Život
Narodil se 24. června 1915 v Hřebeči, mládí však prožil v Lidicích. Do měšťanské školy chodil v Buštěhradě a po maturitě na obchodní akademii na pražském Smíchově v roce 1936 pracoval nějakou dobu jako úředník, avšak brzy dobrovolně odešel na vojenskou dráhu. Nastoupil jako pěšák 35. pěchotního pluku. Odtud se dostal na prostějovskou Školu pro důstojníky letectva v záloze v Prostějově. Tuto školu absolvoval v roce 1937.
Později působil jako desátník aspirant 5. pozorovací letky leteckého pluku Dr. Edvarda Beneše v Olomouci. Pak se letectví věnoval již profesionálně. S hodností poručíka dokončil Vojenskou Akademii v moravských Hranicích a poté se ještě zúčastnil aplikačního kursu v Prostějově.
V srpnu 1938 byl pak přidělen na žilinské letiště k 15. pozorovací letce 3. leteckého pluku Generála-letce M. R. Štefánika; působil zde jako zpravodajský důstojník a pozorovatel. Po vzniku Protektorátu Čechy a Morava byl v rámci demobilizace československé armády umístěn do pražského Nejvyššího úřadu cenového a pracoval tedy znovu jako úředník. Setkal se zde s pěchotním poručíkem Josefem Stříbrným a také s poručíkem Václavem Študentem, s nímž se později stal nejlepším přítelem.
Dne 29. prosince 1939 odešli společně z Protektorátu, a to přes Slovensko, Maďarsko až do Jugoslávie. Tam se 10. ledna 1940 stali členy československé zahraniční armády. Odtud pak pokračovali přes Řecko, Turecko, Sýrii a Libanon do Francie, kam přijeli 8. února téhož roku. Zde se Josef Horák dostal k letectvu: 6. června 1940 byl přidělen do leteckého výcvikového střediska na letišti v Bordeaux-Mérignac, avšak Francie kapitulovala. Dne 17. června odletěl společně s dalšími 30 československými letci do Velké Británie.
Byl přijat jako Pilot Officer do Royal Air Force Volunteer Reserve. Poté pobýval v Cosfordu na československé letecké základně a dne 29. července 1940 se stal členem 311. československé bombardovací perutě RAF. Jelikož měla jednotka nedostatek palubních střelců, začal Josef Horák vykonávat tuto funkci.
Dne 6. prosince 1941 se oženil s tehdy 18letou Winifred Mary New. S ní měl syny Václava a Josefa.
Poté, co odlétal celkem 200 operačních hodin a absolvoval 35 nočních bombardovacích náletů byl povýšen na nadporučíka letectva.
Josefu Stříbrnému a Josefu Horákovi dávali přeživší za vinu vyhlazení Lidic. Pro svůj původ se totiž stali záminkou pro vyhlazení Lidic. Tuto zprávu se dozvěděli z BBC. Rodiče Anna a Bohumil Horákovi byli popraveni a to společně s dalšími příslušníky Horákovy rodiny. K Lidicím podali na Ministerstvu zahraničních věcí v Londýně svědectví.
Poté, co ukončil svou operační činnost studoval RAF Staff College v Gerrard's Cross v Buckinghamshiru. Po absolvování této školy působil jako styčný důstojník u Flying Training Command.
Po válce absolvoval Vysokou školu válečnou a dne 28. října 1945 byl povýšen na majora.
Po opětovném, ilegálním odchodu z ČSR se opět přidal do RAF, ale dne 18. ledna 1949 při špatném počasí při tréninkovém letu na letadle Dominie zahynul.

## Vyznamenání
- 3x Československý válečný kříž (16. duben 1941, 2. červen 1941, 26. říjen 1942)
- Československá medaile Za chrabrost před nepřítelem (28. říjen 1940)
- Československá medaile Za zásluhy 1. stupně (13. března 1945)
- Československá vojenská pamětní medaile se štítky F-VB
- The 1939-1945 Star with Atlantic Claps
- Air Crew Europe Star
- Defence Medal
- War Medal[5]
- Kříž obrany státu[6]